# سان بينيديتو بو
سان بينيديتو بو (لغة إميليانو : San Benadèt) هي كومونا (بلدية) في مقاطعة مانتوفا التي تقع في منطقة لومباردي الإيطالية، وتبعد حوالي 150 كيلومتر (93 ميل) جنوب شرق ميلانو وحوالي 15 كيلومتر (9 ميل) جنوب شرق مانتوفا. تشتهر بأنها موقع الـ بوليرون ابي.